# 龍起雷
龍起雷（1560年—1630年），字時聲，贵州黎平人，明朝政治人物、同進士出身。

## 生平
萬歷十六年（1588年）戊子科貴州鄉試舉人，十七年（1589年）己丑科三甲一百五十九名進士，由江西清江知縣行取，授南京大理寺評事。二十二年疏論三輔臣。

## 家族
父龍高泉，誥封文林郎。兄龍起春，萬曆元年癸酉舉人；龍起淵，萬曆四年丙子舉人，南昌府教授；三兄龍起福。侄子龙作霖，领萬曆三十七年己酉科贵州乡试第一名解元，出任湖广永州道州教授，龙起渊之子。